# Tajmir (otok)
Tajmir (rus. Остров Таймыр) je veliki otok na obali Karskog mora. Duljina mu je 33 km,  a prosječna širina oko 10 km. Ovaj se otok nalazi zapadno od Tajmirskog zaljeva u području niskoh otoka odmah uz zapadnu obalu poluotoka Tajmir. Uski tjesnac između otoka Tajmir i sibirske obale zove se Tajmirski tjesnac. U prosjeku je širok 3 km.

## Geografija
Otok Tajmir jedan je od otoka obalnog područja otočja Nordenskiöld. Obale otoka Tajmir i nekih njegovih većih susjednih otoka, kao što su Nansen, Bonevi i Pilota Makhotkina, duboko su razvedene, s mnogo krivudavih uvala. Zaljevi između ovog otoka i susjednih otoka također su pomalo labirintski. Geološki su svi ovi obalni otoci nastavak otočja Nordenskiöld koji se nalazi sjevernije. Otok Hovgaard, najbliži otok otočja Nordenskiöld, udaljen je 10.8 km sjeverozapadno od SZ točke otoka Tajmir preko tjesnaca Matisen.
More koje okružuje otok Tajmir prekriveno je santama leda s nekoliko polinija tijekom dugih i ljutih zima, a ima mnogo ledenih santi čak i tijekom arktičkog ljeta.
Otok Tajmir administrativno pripada ruskom Krasnojarskom kraju i dio je Velikog arktičkog državnog rezervata prirode – najvećeg prirodnog rezervata u Rusiji i jednog od najvećih u svijetu.

## Povijest
U listopadu 1900., tijekom posljednje ekspedicije baruna Eduarda von Tolla, na otoku Nabljudeni postavljeni su zimovnici za brod Zarya i tamo je izgrađena znanstvena postaja. Ovo je mali granitni otok jugozapadno od otoka Tajmir, smješten u zaljevu koji je Baron Toll nazvao Bukhta Kolin Archera (Zaljev Colin Archer), po brodogradilištu u kojem je izgrađena Zarya.
Na nekim se kartama otok Tajmir naziva jednostavno Tajmira.

## Vanjske poveznice
|  | Zajednički poslužitelj ima još gradiva o temi Tajmir (otok) |